# Günther Krappe
Günther Krappe (* 13. April 1893 in Schilde, Kreis Dramburg; † 31. Dezember 1981 in Altena, Nordrhein-Westfalen) war ein deutscher Offizier, zuletzt Generalleutnant im Zweiten Weltkrieg.

## Leben
Günther Krappe trat am 25. September 1912 als Fahnenjunker in das Füsilier-Regiment 34 ein. Im März des folgenden Jahres wurde er zum Leutnant mit Patent befördert. Während des Ersten Weltkrieges war er hauptsächlich als Zug- und Kompanieführer eingesetzt. Zum Oberleutnant wurde er im Mai 1917 befördert. Nach Ende des Krieges in die Reichswehr übernommen wurde er zum Infanterie-Regiment 4 kommandiert. Hier war er ab Januar 1922 als Adjutant des II. Bataillons tätig. Es schlossen sich im Dezember 1925 seine Beförderung zum Hauptmann und im Folgejahr sein Einsatz als Kompaniechef an. Am 1. Oktober 1930 wurde er 1 c-Offizier beim Stab der 2. Division und besetzte in der Folgezeit weitere Etatstellen im Reiterregiment 15 bzw. dann Artillerie-Regiment. In dieser Position wurde er im April 1934 zum Major befördert und 1935 als Kommandeur des III. Bataillons im Infanterie-Regiment 59 eingesetzt. Im Range eines Oberstleutnants wechselte er im Oktober als Kommandeur des III. Bataillons in das Infanterie-Regiment 73, wo er Anfang 1939 zum Oberst befördert wurde. Zum Zeitpunkt des deutschen Überfalls auf Polen war er Kommandeur des Ergänzungsregiments I am Standort Danzig.

### Als Militärattaché
Bereits kurz vor Kriegsbeginn war Günther Krappe für einen Einsatz als militärischer Attaché ausgewählt worden. Kriegsbedingt kam es aber nicht zu der obligatorischen Vorbereitungs- und Einarbeitungszeit, denn er wurde kurzfristig zum 1. Oktober 1939 als Militärattaché in Budapest eingesetzt. Hier löste er Theodor von Wrede (1888–1973) von seinem Posten ab. Geschäftsträger der deutschen Gesandtschaft in Ungarn war zu dieser Zeit Otto von Erdmannsdorff (1888–1978). Diesen Aufgabenbereich nahm Krappe bis April 1941 wahr. Nach einer kurzen Übergabezeit mit seinem Nachfolger als Militärattaché Oberst Rudolf Toussaint (1891–1968) wechselte er nach Spanien. In Madrid trat er am 1. Oktober 1941 seinen Dienst an und löste hier Oberst Bruns ab. Sein Vorgesetzter an der deutschen Gesandtschaft in Spanien war Eberhard von Stohrer (1883–1953). An seiner Seite wirkten hier als Marineattaché Kapitän zur See Kurt Meyer-Döhner (* 1899) und als Luftattaché Oberst von Bülow. Die Aufgabenstellung der eingesetzten militärischen Attachés bestand vor allem in der Aufrechterhaltung der Rolle Spaniens im Antikominternpakt, dem es 1939 beigetreten war. Bemühungen Deutschlands, Spanien mit als aktiven Partner in den Krieg hineinzuziehen prägten vor allem das Agieren der deutschen Gesandtschaft in Madrid. Im aktuellen Kriegszustand ab 1941 spielte für Deutschland das Territorium Spaniens einerseits für die Beobachtung und Kontrolle der strategischen Bewegungen der britischen und US-amerikanischen Streitkräfte sowie deren Kriegstransporte in Richtung der Westfront, aber auch im Mittelmeerraum eine bedeutsame Rolle. Andererseits war Spanien für Deutschland ein bedeutender Lieferant für die dringend benötigten Kriegsrohstoffe, doch auch für Waffen und diverse Kriegsausstattungen. Deshalb hatten die militärischen Attachés mit ihren Kontakten in militärische Kreise und ihren V-Mann-Gruppen dafür Sorge zu tragen, dass Informationen über logistische Bewegungen von größeren Militäreinheiten der Kriegsgegner rechtzeitig dem OKW „Fremde Heere-West“ zur Verfügung standen. Sie sicherten an den militärischen Umschlagplätzen und Produktionsstätten von Waffen, Ausrüstungen und Rohstoffen, in Zusammenarbeit mit dem spanischen Geheimdienst ab, dass Störungen, Sabotage- und Spionageaktivitäten weitestgehend unterbunden wurden. Aber sie organisierten auch eigene Spionage- und Sabotageaktionen gegen Großbritannien, die USA und Frankreich, so beispielsweise bei Lieferung von Kriegsmaterial oder personellen Ressourcen an diese Länder. Das schloss auch das Vorgehen gegen antideutsche spanische Gruppierungen mit ein. Denn immer wieder traten in spanischen Wirtschafts- und Militärkreisen Tendenzen auf, sich aus bestimmten pragmatischen Gesichtspunkten den USA oder Großbritannien zuzuwenden oder antideutsche Störaktionen durchzuführen. Im Verhältnis zu den anderen militärischen Attachés war die Einsatzzeit Krappes in Spanien relativ kurz. Sie betrug lediglich ein Jahr. Im November wurde er zum Generalmajor befördert und kurz darauf in die Führerreserve des OKH versetzt. Sein Nachfolger, Oberst Otzen übernahm im Dezember 1941 die Geschäfte des Militärattachés in Madrid.

### Im Truppendienst
Am 18. Januar 1943 wurde Günther Krappe zum Divisionsführer-Lehrgang an die Panzertruppen-Schule Wünsdorf kommandiert. Nach Abschluss wurde er daraufhin ab 12. Februar 1943 mit der Führung der 61. Infanterie-Division beauftragt und war ab 1. Mai ihr Kommandeur. Während dieser Zeit im Oktober 1943 zum Generalleutnant befördert wechselte er im Dezember in die Führerreserve beim Oberkommando des Heeres. Im Rahmen des Unternehmen Sonnenwende (1945) war er ab Februar 1945 kurzzeitig Kommandierender General des X. SS-Armeekorps und geriet am 6. März in sowjetische Kriegsgefangenschaft. Aus der Kriegsgefangenschaft wurde er dann am 1. März 1949 entlassen.
Günther Krappe verstarb am 31. Dezember 1981 in Altena, im Raum Westfalen.

## Auszeichnungen
- Eisernes Kreuz (1914) II. und I. Klasse
- Spange zum Eisernen Kreuz II. und I. Klasse
- Ritterkreuz des Eisernen Kreuzes am 11. April 1944[7][8]